# Kruisvennen
Kruisvennen is de naam van een natuurgebied ten oosten van Ospel en ten zuidwesten van voormalig klooster Stokershorst.
Het gebied maakt deel uit van een particulier landgoed, dat 't Kruis heet. Het bestaat uit een plas waaromheen zich wilgenstruweel en elzen-berkenbroekbos heeft ontwikkeld. De plas is zeer voedselrijk. Deze is gelegen op zure veengronden. Vanuit de nabijgelegen Noordervaart is in het noordelijk deel van het gebied kwel van kalkrijk water. Het gebied wordt beheerd als natuurreservaat.
De Neerpeelbeek stroomt door het oostelijk deel van het gebied.